# Aticiano
Aticiano (em latim: Attitianus) foi um oficial militar romano do século III, ativo durante o reinado do imperador Vitorino (r. 269–271). Era um atuário. Em 271, Vitorino tentou seduzir sua esposa e ela lhe informou o evento. Em vingança, convence outros militares a ajudá-lo a assassinar o imperador em Colônia Agripina.